# Liste der Länder nach Außenhandelsquote
Folgende Liste der Länder nach Außenhandelsquote sortiert Länder nach der Summe von Exporten und Importen in Relation zum Bruttoinlandsprodukt. Die Außenhandelsquote wird in der Außenwirtschaftstheorie auch als Offenheitsgrad beschrieben und ist eine volkswirtschaftliche Kennzahl. Die Außenhandelsquote kann ein Indikator für die Tiefe der Integration eines Landes in den globalen Handel und die Verwundbarkeit im Falle eines externen Schocks sein. Da große Volkswirtschaften über einen größeren internen Markt verfügen, ist ihre Außenhandelsquote oft niedriger als die von kleinen Volkswirtschaften.

## Liste
Länder sortiert nach Exporten, Importen und Gesamthandel (Außenhandelsquote) von Gütern und Dienstleistungen als Anteil des Bruttoinlandsprodukts desselben Jahres. Da das BIP nur die Wertschöpfung im Inland erfasst, kann es vorkommen, dass kleine Länder mehr exportieren als im Land produziert wird und/oder mehr importieren als im Land verbraucht wird und die Außenhandelsquote so bei über 100 % liegt.
Alle Daten stammen von der Weltbank.
| Land                           | Exporte als Anteil des BIP (Exportquote) | Importe als Anteil des BIP (Importquote) | Handel als Anteil des BIP (Außenhandelsquote) | Jahr |
| ------------------------------ | ---------------------------------------- | ---------------------------------------- | --------------------------------------------- | ---- |
| Hongkong                       | 203,5 %                                  | 198,7 %                                  | 402,2 %                                       | 2021 |
| Luxemburg                      | 211,4 %                                  | 176,7 %                                  | 388,1 %                                       | 2021 |
| Singapur                       | 184,8 %                                  | 153,5 %                                  | 338,3 %                                       | 2021 |
| Malta                          | 150,7 %                                  | 136,9 %                                  | 287,6 %                                       | 2021 |
| Irland                         | 134,4 %                                  | 95,0 %                                   | 229,4 %                                       | 2021 |
| Dschibuti                      | 115,8 %                                  | 107,3 %                                  | 223,1 %                                       | 2020 |
| Slowakei                       | 93,8 %                                   | 94,0 %                                   | 187,8 %                                       | 2021 |
| Vietnam                        | 93,3 %                                   | 93,2 %                                   | 186,5 %                                       | 2021 |
| Belgien                        | 86,9 %                                   | 85,8 %                                   | 172,7 %                                       | 2021 |
| Zypern                         | 86,6 %                                   | 83,7 %                                   | 170,3 %                                       | 2021 |
| Vereinigte Arabische Emirate   | 95,9 %                                   | 70,6 %                                   | 166,5 %                                       | 2020 |
| Macau                          | 87,9 %                                   | 76,0 %                                   | 163,9 %                                       | 2021 |
| Ungarn                         | 81,5 %                                   | 81,2 %                                   | 162,7 %                                       | 2021 |
| Slowenien                      | 83,6 %                                   | 77,3 %                                   | 160,9 %                                       | 2021 |
| Estland                        | 78,3 %                                   | 78,7 %                                   | 157,0 %                                       | 2021 |
| Litauen                        | 80,5 %                                   | 76,0 %                                   | 156,5 %                                       | 2021 |
| Niederlande                    | 83,0 %                                   | 72,7 %                                   | 155,7 %                                       | 2021 |
| Seychellen                     | 72,3 %                                   | 80,4 %                                   | 152,7 %                                       | 2021 |
| Nordmazedonien                 | 66,2 %                                   | 82,3 %                                   | 148,5 %                                       | 2021 |
| Brunei                         | 80,2 %                                   | 67,0 %                                   | 147,2 %                                       | 2021 |
| Malediven                      | 75,3 %                                   | 67,8 %                                   | 143,1 %                                       | 2021 |
| Tschechien                     | 72,7 %                                   | 69,8 %                                   | 142,5 %                                       | 2021 |
| Bahrain                        | 72,7 %                                   | 67,1 %                                   | 139,8 %                                       | 2020 |
| Belarus                        | 72,1 %                                   | 66,6 %                                   | 138,7 %                                       | 2021 |
| Guinea                         | 64,3 %                                   | 68,1 %                                   | 132,4 %                                       | 2021 |
| Lesotho                        | 43,3 %                                   | 88,9 %                                   | 132,2 %                                       | 2021 |
| Kambodscha                     | 64,6 %                                   | 67,6 %                                   | 132,2 %                                       | 2021 |
| Lettland                       | 64,1 %                                   | 66,9 %                                   | 131,0 %                                       | 2021 |
| Schweiz                        | 71,4 %                                   | 59,5 %                                   | 130,9 %                                       | 2021 |
| Malaysia                       | 68,8 %                                   | 61,7 %                                   | 130,5 %                                       | 2021 |
| Suriname                       | 68,9 %                                   | 60,6 %                                   | 129,5 %                                       | 2017 |
| Liberia                        | 21,4 %                                   | 100,3 %                                  | 121,7 %                                       | 2016 |
| Bulgarien                      | 61,3 %                                   | 59,6 %                                   | 120,9 %                                       | 2021 |
| Mongolei                       | 58,5 %                                   | 60,5 %                                   | 119,0 %                                       | 2021 |
| Serbien                        | 54,5 %                                   | 62,3 %                                   | 116,8 %                                       | 2021 |
| Thailand                       | 58,2 %                                   | 58,4 %                                   | 116,6 %                                       | 2021 |
| St. Kitts und Nevis            | 57,0 %                                   | 56,5 %                                   | 113,5 %                                       | 2016 |
| Polen                          | 57,9 %                                   | 54,5 %                                   | 112,4 %                                       | 2021 |
| Dänemark                       | 59,6 %                                   | 52,5 %                                   | 112,1 %                                       | 2021 |
| Österreich                     | 55,9 %                                   | 55,3 %                                   | 111,2 %                                       | 2021 |
| Grenada                        | 56,1 %                                   | 52,4 %                                   | 108,5 %                                       | 2017 |
| Kirgisistan                    | 39,3 %                                   | 69,1 %                                   | 108,4 %                                       | 2021 |
| Dominica                       | 29,2 %                                   | 77,8 %                                   | 107,0 %                                       | 2018 |
| Nicaragua                      | 46,8 %                                   | 59,4 %                                   | 106,2 %                                       | 2021 |
| Somalia                        | 20,1 %                                   | 85,8 %                                   | 105,9 %                                       | 2021 |
| Montenegro                     | 42,8 %                                   | 62,2 %                                   | 105,0 %                                       | 2021 |
| Kroatien                       | 51,3 %                                   | 52,7 %                                   | 104,0 %                                       | 2021 |
| Georgien                       | 43,2 %                                   | 59,6 %                                   | 102,8 %                                       | 2021 |
| Äquatorialguinea               | 55,5 %                                   | 46,6 %                                   | 102,1 %                                       | 2021 |
| St. Lucia                      | 47,8 %                                   | 53,2 %                                   | 101,0 %                                       | 2016 |
| Guyana                         | 43,7 %                                   | 57,1 %                                   | 100,8 %                                       | 2017 |
| Mauretanien                    | 39,5 %                                   | 60,9 %                                   | 100,4 %                                       | 2021 |
| Honduras                       | 38,5 %                                   | 61,9 %                                   | 100,4 %                                       | 2021 |
| Mosambik                       | 31,4 %                                   | 68,8 %                                   | 100,2 %                                       | 2021 |
| Osttimor                       | 63,9 %                                   | 36,3 %                                   | 100,2 %                                       | 2021 |
| Trinidad und Tobago            | 48,1 %                                   | 50,7 %                                   | 98,8 %                                        | 2016 |
| Kosovo                         | 33,4 %                                   | 65,2 %                                   | 98,6 %                                        | 2021 |
| Kuwait                         | 53,3 %                                   | 44,9 %                                   | 98,2 %                                        | 2019 |
| Mauritius                      | 44,0 %                                   | 53,7 %                                   | 97,7 %                                        | 2021 |
| Bosnien und Herzegowina        | 42,7 %                                   | 54,6 %                                   | 97,3 %                                        | 2021 |
| Belize                         | 46,5 %                                   | 50,1 %                                   | 96,6 %                                        | 2021 |
| Republik Kongo                 | 58,5 %                                   | 37,2 %                                   | 95,7 %                                        | 2021 |
| Botswana                       | 44,6 %                                   | 49,9 %                                   | 94,5 %                                        | 2021 |
| Tunesien                       | 42,1 %                                   | 52,2 %                                   | 94,3 %                                        | 2021 |
| Oman                           | 52,5 %                                   | 41,4 %                                   | 93,9 %                                        | 2021 |
| Katar                          | 58,9 %                                   | 34,1 %                                   | 93,0 %                                        | 2021 |
| Panama                         | 51,1 %                                   | 41,6 %                                   | 92,7 %                                        | 2021 |
| Antigua und Barbuda            | 43,7 %                                   | 47,8 %                                   | 91,5 %                                        | 2020 |
| Eswatini                       | 45,1 %                                   | 45,9 %                                   | 91,0 %                                        | 2021 |
| Griechenland                   | 40,9 %                                   | 48,6 %                                   | 89,5 %                                        | 2021 |
| Deutschland                    | 47,5 %                                   | 41,9 %                                   | 89,4 %                                        | 2021 |
| Moldau                         | 30,6 %                                   | 58,0 %                                   | 88,6 %                                        | 2021 |
| Schweden                       | 46,3 %                                   | 41,2 %                                   | 87,5 %                                        | 2021 |
| Rumänien                       | 40,8 %                                   | 46,5 %                                   | 87,3 %                                        | 2021 |
| Portugal                       | 41,6 %                                   | 44,6 %                                   | 86,2 %                                        | 2021 |
| Sambia                         | 52,1 %                                   | 33,9 %                                   | 86,0 %                                        | 2021 |
| Bhutan                         | 31,8 %                                   | 52,7 %                                   | 84,5 %                                        | 2021 |
| El Salvador                    | 29,5 %                                   | 54,8 %                                   | 84,3 %                                        | 2021 |
| Mexiko                         | 41,1 %                                   | 42,6 %                                   | 83,7 %                                        | 2021 |
| Tschad                         | 38,8 %                                   | 44,2 %                                   | 83,0 %                                        | 2021 |
| Kap Verde                      | 24,6 %                                   | 58,0 %                                   | 82,6 %                                        | 2021 |
| Ukraine                        | 40,7 %                                   | 41,9 %                                   | 82,6 %                                        | 2021 |
| Fidschi                        | 27,3 %                                   | 54,6 %                                   | 81,9 %                                        | 2021 |
| Jordanien                      | 30,3 %                                   | 51,1 %                                   | 81,4 %                                        | 2021 |
| Südkorea                       | 42,0 %                                   | 38,5 %                                   | 80,5 %                                        | 2021 |
| Demokratische Republik Kongo   | 40,3 %                                   | 40,1 %                                   | 80,4 %                                        | 2021 |
| Kuba                           | 34,9 %                                   | 45,1 %                                   | 80,0 %                                        | 2021 |
| Namibia                        | 31,7 %                                   | 48,0 %                                   | 79,7 %                                        | 2021 |
| Armenien                       | 35,3 %                                   | 43,8 %                                   | 79,1 %                                        | 2021 |
| Libanon                        | 26,0 %                                   | 52,8 %                                   | 78,8 %                                        | 2021 |
| Libyen                         | 42,8 %                                   | 35,4 %                                   | 78,2 %                                        | 2019 |
| Island                         | 38,2 %                                   | 40,0 %                                   | 78,2 %                                        | 2021 |
| Finnland                       | 38,9 %                                   | 39,2 %                                   | 78,1 %                                        | 2021 |
| St. Vincent und die Grenadinen | 25,7 %                                   | 51,1 %                                   | 76,8 %                                        | 2016 |
| Aserbaidschan                  | 46,7 %                                   | 29,9 %                                   | 76,6 %                                        | 2021 |
| Laos                           | 34,3 %                                   | 41,5 %                                   | 75,8 %                                        | 2017 |
| Marokko                        | 32,9 %                                   | 42,0 %                                   | 74,9 %                                        | 2021 |
| Albanien                       | 30,6 %                                   | 43,9 %                                   | 74,5 %                                        | 2021 |
| Palästina                      | 18,6 %                                   | 55,6 %                                   | 74,2 %                                        | 2017 |
| Jamaika                        | 27,6 %                                   | 45,8 %                                   | 73,4 %                                        | 2021 |
| Gabun                          | 55,8 %                                   | 16,8 %                                   | 72,6 %                                        | 2021 |
| Angola                         | 44,3 %                                   | 27,7 %                                   | 72,0 %                                        | 2021 |
| Barbados                       | 30,4 %                                   | 40,5 %                                   | 70,9 %                                        | 2021 |
| Norwegen                       | 41,6 %                                   | 29,3 %                                   | 70,9 %                                        | 2021 |
| Paraguay                       | 36,0 %                                   | 34,8 %                                   | 70,8 %                                        | 2021 |
| Costa Rica                     | 36,2 %                                   | 34,5 %                                   | 70,7 %                                        | 2021 |
| Mali                           | 29,6 %                                   | 41,1 %                                   | 70,7 %                                        | 2021 |
| Bahamas                        | 27,5 %                                   | 42,1 %                                   | 69,6 %                                        | 2021 |
| Spanien                        | 34,9 %                                   | 33,4 %                                   | 68,3 %                                        | 2021 |
| Südsudan                       | 36,7 %                                   | 28,9 %                                   | 65,6 %                                        | 2015 |
| Malawi                         | 29,2 %                                   | 36,2 %                                   | 65,4 %                                        | 2017 |
| Türkei                         | 35,3 %                                   | 29,3 %                                   | 64,6 %                                        | 2021 |
| Philippinen                    | 25,7 %                                   | 37,8 %                                   | 63,5 %                                        | 2021 |
| Benin                          | 28,5 %                                   | 34,8 %                                   | 63,3 %                                        | 2021 |
| Senegal                        | 22,3 %                                   | 40,9 %                                   | 63,2 %                                        | 2021 |
| Italien                        | 32,7 %                                   | 30,3 %                                   | 63,0 %                                        | 2021 |
| Saudi-Arabien                  | 34,8 %                                   | 28,1 %                                   | 62,9 %                                        | 2021 |
| Algerien                       | 26,6 %                                   | 36,3 %                                   | 62,9 %                                        | 2021 |
| Simbabwe                       | 25,4 %                                   | 37,4 %                                   | 62,8 %                                        | 2021 |
| Kasachstan                     | 33,5 %                                   | 28,5 %                                   | 62,0 %                                        | 2021 |
| Burkina Faso                   | 27,6 %                                   | 34,4 %                                   | 62,0 %                                        | 2021 |
| Frankreich                     | 29,9 %                                   | 32,0 %                                   | 61,9 %                                        | 2021 |
| Irak                           | 37,6 %                                   | 24,2 %                                   | 61,8 %                                        | 2021 |
| Kanada                         | 30,7 %                                   | 30,5 %                                   | 61,2 %                                        | 2021 |
| Südafrika                      | 31,2 %                                   | 28,4 %                                   | 59,6 %                                        | 2021 |
| Bolivien                       | 27,8 %                                   | 31,8 %                                   | 59,6 %                                        | 2021 |
| Chile                          | 31,9 %                                   | 27,0 %                                   | 58,9 %                                        | 2021 |
| Sierra Leone                   | 16,9 %                                   | 41,5 %                                   | 58,4 %                                        | 2021 |
| Ghana                          | 29,9 %                                   | 28,5 %                                   | 58,4 %                                        | 2021 |
| Tadschikistan                  | 17,3 %                                   | 40,9 %                                   | 58,2 %                                        | 2020 |
| Israel                         | 29,5 %                                   | 28,2 %                                   | 57,7 %                                        | 2021 |
| Togo                           | 23,3 %                                   | 34,2 %                                   | 57,5 %                                        | 2021 |
| Welt                           | 28,9 %                                   | 27,9 %                                   | 56,8 %                                        | 2021 |
| Uruguay                        | 31,5 %                                   | 25,3 %                                   | 56,8 %                                        | 2021 |
| Afghanistan                    | 6,9 %                                    | 49,0 %                                   | 55,9 %                                        | 2016 |
| Peru                           | 29,1 %                                   | 26,4 %                                   | 55,5 %                                        | 2021 |
| Vereinigtes Königreich         | 27,0 %                                   | 28,2 %                                   | 55,2 %                                        | 2021 |
| Komoren                        | 10,8 %                                   | 44,2 %                                   | 55,0 %                                        | 2021 |
| Ruanda                         | 19,1 %                                   | 34,8 %                                   | 53,9 %                                        | 2021 |
| Usbekistan                     | 23,7 %                                   | 29,5 %                                   | 53,2 %                                        | 2021 |
| Myanmar                        | 28,3 %                                   | 24,8 %                                   | 53,1 %                                        | 2021 |
| Russland                       | 30,9 %                                   | 21,3 %                                   | 52,2 %                                        | 2021 |
| Ecuador                        | 26,2 %                                   | 25,2 %                                   | 51,4 %                                        | 2021 |
| Madagaskar                     | 21,0 %                                   | 29,4 %                                   | 50,4 %                                        | 2021 |
| Dominikanische Republik        | 21,8 %                                   | 28,1 %                                   | 49,9 %                                        | 2021 |
| Guatemala                      | 17,8 %                                   | 32,1 %                                   | 49,9 %                                        | 2021 |
| Jemen                          | 6,1 %                                    | 43,2 %                                   | 49,3 %                                        | 2016 |
| Neuseeland                     | 22,5 %                                   | 26,6 %                                   | 49,1 %                                        | 2021 |
| Gambia                         | 6,5 %                                    | 40,0 %                                   | 46,5 %                                        | 2021 |
| Venezuela                      | 16,7 %                                   | 29,5 %                                   | 46,2 %                                        | 2014 |
| Guinea-Bissau                  | 14,4 %                                   | 31,6 %                                   | 46,0 %                                        | 2020 |
| Elfenbeinküste                 | 23,0 %                                   | 22,8 %                                   | 45,8 %                                        | 2021 |
| Indien                         | 21,4 %                                   | 23,9 %                                   | 45,3 %                                        | 2021 |
| Zentralafrikanische Republik   | 14,2 %                                   | 30,5 %                                   | 44,7 %                                        | 2021 |
| Iran                           | 22,8 %                                   | 21,5 %                                   | 44,3 %                                        | 2021 |
| Nepal                          | 5,2 %                                    | 38,6 %                                   | 43,8 %                                        | 2021 |
| Uganda                         | 15,8 %                                   | 25,9 %                                   | 41,7 %                                        | 2021 |
| Sri Lanka                      | 16,9 %                                   | 24,2 %                                   | 41,1 %                                        | 2021 |
| Indonesien                     | 21,6 %                                   | 18,9 %                                   | 40,5 %                                        | 2021 |
| Kolumbien                      | 16,1 %                                   | 24,4 %                                   | 40,5 %                                        | 2021 |
| Australien                     | 22,1 %                                   | 17,8 %                                   | 39,9 %                                        | 2021 |
| Brasilien                      | 20,1 %                                   | 19,1 %                                   | 39,2 %                                        | 2021 |
| Niger                          | 10,3 %                                   | 27,2 %                                   | 37,5 %                                        | 2021 |
| Japan                          | 18,4 %                                   | 19,0 %                                   | 37,4 %                                        | 2021 |
| Volksrepublik China            | 20,0 %                                   | 17,4 %                                   | 37,4 %                                        | 2021 |
| Kamerun                        | 16,7 %                                   | 20,4 %                                   | 37,1 %                                        | 2021 |
| Haiti                          | 7,1 %                                    | 29,9 %                                   | 37,0 %                                        | 2021 |
| Turkmenistan                   | 22,7 %                                   | 12,5 %                                   | 35,2 %                                        | 2018 |
| Argentinien                    | 18,0 %                                   | 14,9 %                                   | 32,9 %                                        | 2021 |
| Ägypten                        | 11,1 %                                   | 20,3 %                                   | 31,4 %                                        | 2021 |
| Tansania                       | 14,3 %                                   | 17,1 %                                   | 31,4 %                                        | 2021 |
| Kenia                          | 10,6 %                                   | 20,1 %                                   | 30,7 %                                        | 2021 |
| Burundi                        | 5,0 %                                    | 23,8 %                                   | 28,8 %                                        | 2021 |
| Bangladesch                    | 10,7 %                                   | 17,1 %                                   | 27,8 %                                        | 2021 |
| Pakistan                       | 9,1 %                                    | 18,0 %                                   | 27,1 %                                        | 2021 |
| Vereinigte Staaten             | 10,9 %                                   | 14,6 %                                   | 25,5 %                                        | 2021 |
| Äthiopien                      | 7,6 %                                    | 16,7 %                                   | 24,3 %                                        | 2021 |
| Nigeria                        | 10,7 %                                   | 11,8 %                                   | 22,5 %                                        | 2021 |
| Sudan                          | 2,3 %                                    | 1,9 %                                    | 4,2 %                                         | 2021 |